# Condado de Austur-Barðastrandarsýsla
Austur-Barðastrandarsýsla es uno de los 23 condados de Islandia. Se encuentra localizado al noroeste de la República de Islandia. Su principal establecimiento es Kinnarstaður. 

## Municipios
- Reykhólahreppur
- Geiradalshreppur
- Gufudalshreppur
- Múlahreppur
- Flateyjarhreppur

## Establecimientos
| Ciudad                                             | Elevación | Población   |
| -------------------------------------------------- | --------- | ----------- |
| Eyri                                               | 426 pies  | 15 personas |
| Flatey (habitado durante un pequeño lapso por año) | 0 pies    | 0 personas  |
| Garpsdalur                                         | 3 pies    | 15 personas |
| Gufudalur                                          | 511 pies  | 14 personas |
| Kirkjuból                                          | 0 pies    | 9 personas  |
| Reykhólar                                          | 16 pies   | 8 personas  |
| Skálmarnesmúli                                     | 610 pies  | 6 personas  |
| Staður                                             | 196 pies  | 6 personas  |
| Vattarnes                                          | 0 pies    | 12 personas |
| Verzlunarstaður                                    | 0 pies    | 7 personas  |